# Mopalia middendorffii
Mopalia middendorffii is een keverslakkensoort uit de familie van de Mopaliidae. De wetenschappelijke naam van de soort is voor het eerst geldig gepubliceerd in 1861 door von Schrenck.